# Osvětimská knihovnice
Osvětimská knihovnice (španělsky La bibliotecaria de Auschwitz) je román španělského novináře, spisovatele a profesora Antonia G. Iturbe. Poprvé byl vydán v roce 2012. Autor vypráví příběh mladé dívky, která se s jejími rodiči dostala do koncentračního táboru Osvětim a zde působila v rodinném táboře na bloku 31 jako „osvětimská knihovnice“. Kniha vznikla díky jedné velké náhodě. Španělský novinář a spisovatel Antonio G. Iturbe si začal po emailech dopisovat s jednou ženou, od které chtěl koupit knihu. Nečekaně zjistil, že si píše přímo s Ditou Krausovou, o které četl zmínku v knize Alberta Manguela Knihovna v noci. Kniha se v jedné pasáži zmiňovala o tajné dětské knihovničce na dětském bloku č. 31 v Osvětimi – na místě, kde byly knihy přísně zakázané a jejich objevení znamenalo jistou smrt. Dita jako čtrnáctiletá tuto knihovnu spravovala.

## Děj
Vyprávění hlavní postavy, čtrnáctileté dívky Dity Adlerové, začíná lednem roku 1944. Do Osvětimi se dostala prosincovým transportem roku 1943 z Terezína. Byl to ovšem zvláštní transport, stejně jako ten zářijový. Neprobíhala selekce tak, jak bylo zvykem, ale všichni, včetně starců i dětí, kteří jindy putovali okamžitě do plynových komor, byli společně posláni do tzv. rodinného tábora. Nikdo tehdy nevěděl, že tato část měla nejspíše sloužit nacistům jako ukázka „spokojeného života“ v Osvětimi pro případ, kdyby chtěla tábor navštívit kontrola z Červeného kříže.
Dita krátce po příjezdu poznává tvář, kterou viděla už v Terezíně – Fredyho Hirsche. Fredy je vedoucím dětského bloku č. 31, ve kterém tráví čas malé děti, když jejich rodiče pracují. Snaží se o to, aby se děti vzdělávaly, přestože to je výslovně zakázáno. Ve škole „vyučuje“ i několik učitelů a všichni opatrují velký poklad, a to osm rozpadajících se knih.
Dita se do bloku dostává, když se jako náhrada za zemřelého inspicienta podílí na dětmi přichystaném představení Sněhurky. Divadlo na pár minut přináší do tábora i tak nevídanou a přitom obyčejnou věc jako smích.
Fredy si Ditu vybírá za stálou pomocnici a žádá ji, aby se stala knihovnicí. Dívka bere svůj nový úkol více než zodpovědně. Každý den ráno rozděluje knihy mezi vyučující a odpoledne je zase vybírá a schovává na tajné místo. Když se začnou rozpadat, zašívá je nebo slepuje. Knihy se pro ni stávají útěchou, jedinou skutečně normální věcí v tak nepochopitelné přítomnosti. Jsou to třeba právě Osudy dobrého vojáka Švejka, které jí pomáhají přežít ty nejhorší chvíle.
Dita si v hlavě schraňuje album obrázků poskládané ze vzpomínek. Postupně si vzpomíná na svůj dřívější život, na klidné a radostné dětství, které se pokazilo, když začali být Židé utiskováni. Její dobře situovaná rodina tak byla nucena stěhovat se postupně do stále menších a zchátralejších bytů, až nakonec skončili v Terezíně a poté v Osvětimi.
Kromě Ditina příběhu se tu objevuje i několik dalších osudů. Autor nastiňuje životní cestu Fredyho Hirsche, nebo příběh zapisovatele Rudyho Rosenberga, jemuž se podařilo z tábora utéct. Knihou se také prolíná příběh zakázané náklonnosti mezi židovskou dívkou Renné a dozorcem SS Viktorem Pestkem.

## Interpretace
Osvětimská knihovnice je velice působivou knihou a smutným svědectvím. Autor věrně a čtivě popisuje každodenní děsivé podmínky, kterým museli všichni čelit ve snaze žít alespoň o jeden den déle.
Jak sám autor uvádí, kniha je vystavěna ze skutečných materiálů, které jsou pospojovány fikcí. Nechal se inspirovat osobností Dity Krausové, která ho při osobním setkání uchvátila. Její statečnost, zvídavost i nezlomnost, jak popisuje Antonio Iturbe, se projevuje i v hlavní postavě knihy. Jeho vztah ke knihám byl pak podnětem k tvorbě děje.
Autor přečetl několik knih, dokumentů a rozhovorů, aby dosáhl co největší autentičnosti. Chtěl, aby faktografické a věcné informace byly přesné, přestože reálný příběh doplňuje fikcí.
V knize je silně zdůrazněna hodnota knih a vzdělání. Dita, která se stará o tajnou knihovnu v táboře, představuje symbol odporu proti brutalitě a nelidskosti nacistického režimu. Knihy v koncentračním táboře poskytují nejen vzdělání, ale také naději a únik z kruté reality. Kniha se také zaměřuje na udržování lidskosti a solidarity mezi vězni. Vztahy a přátelství mezi lidmi v táboře jsou klíčové pro jejich přežití a ukazují, jak důležité je držet se lidských hodnot i v těch nejhorších podmínkách.

## Přijetí díla
Kniha je často vyzdvihována díky způsobu, jakým autor zpracoval citlivé téma holokaustu. Kritici oceňují jeho schopnost propojit skutečné historické události s poutavým příběhem a postavami. Antonio Iturbe provedl rozsáhlý výzkum, aby zajistil historickou přesnost, což bylo velmi pozitivně hodnoceno. Kniha byla přeložena do několika jazyků a získala široké mezinárodní publikum. Také získala několik literárních ocenění a nominací.
Publishers Weekly ocenil knihu za její „pečlivě prozkoumaný a emocionálně silný“ příběh. Kritika se zaměřila na detailní popis života v koncentračním táboře a na silnou charakterizaci hlavní hrdinky Dity Krausové.
Sam Gillette pro časopis People píše, že Iturbeho kniha, i když je fiktivní, je založena na podrobném výzkumu a rozhovorech s Krausovou, která ve svých 88 letech knihu popsala jako "strhující" a zdůraznila význam literatury pro pochopení historických hrůz.
Další kritici ocenili Iturbeho schopnost zpracovat historické události a přitáhnout čtenáře ke komplexním tématům prostřednictvím živých postav a jejich příběhů.
Naopak Jiří Trávníček v článku pro časopis Host nehodnotí knihu velmi pozitivně. Kritizuje například přehnanou rétoriku a nedostatek důvěry v čtenáře i vlastní látku. V knize dle něj chybí rytmus a jasná struktura, což vede k upovídanosti a roztěkanosti. Navzdory silnému tématu a faktografické přesnosti se mu kniha jeví jako nudná. Zmiňuje, že by možná mohla oslovit mladší čtenáře, kteří se s tématem Osvětimi teprve seznamují, ale celkově postrádá literární přitažlivost a vypravěčský tah.
Kritiku Jiřího Trávníčka okomentoval též v časopisu Host Marek Toman. Konstatuje, že „to je ovšem kategorický soud, nebo přesněji řečeno odsudek. Nic proti nesmlouvavé kritice, měla by však být objektivní“.